# Thelodonter
Thelodonter (Thelodontia, tidigare kallat Coelolepida) är en utdöd ordning bland pansarrundmunnarna inom klassen pirålar.
Thelodonterna förekom från mitten av silur till mitten av devon, från omkring 435 till 390 miljoner år sedan. Thelodonterna hade en hypocerk stjärtfena. Få kompletta fossil är funna, fjäll från Thelodonter förekommer dock på flera håll, bland annat i Gotlands kalkstenslager.